# Arnesteinen
Der Arnesteinen ist ein Nunatak im antarktischen Königin-Maud-Land. Er ist der größte Nunatak in der Gruppe der Hemmestadskjera in den Drygalskibergen der nördlichen Orvinfjella.
Erstmals verzeichnet wurde der Nunatak anhand von Luftaufnahmen, die bei der Deutschen Antarktischen Expedition 1938/39 unter der Leitung des Polarforschers Alfred Ritscher entstanden. Norwegische Kartografen, die ihn auch benannten, kartierten ihn anhand von Luftaufnahmen der Dritten Norwegischen Antarktisexpedition (1956–1960). Namensgeber ist Arne Hemmestad (* 1920), Mechaniker bei dieser Forschungsreise.